# Slaget ved Johnsonville
Slaget ved Johnsonville blev udkæmpet den 4. – 5. november 1864 i Benton County, Tennessee som led i Franklin-Nashville kampagnen i den amerikanske borgerkrig
I et forsøg på at bremse unionshærens fremrykning gennem Georgia anførte generalmajor Nathan Bedford Forrest et 23-dages raid, som kulminerede i angrebet på unionens forsyningsbase ved Johnsonville, Tennessee. Efter at være drejet nordpå fra Corinth, Mississippi mod grænsen til Kentucky og midlertidigt at have blokeret Tennesseefloden ved Fort Herman rykkede Forrest sydpå langs Tennesseeflodens vestlige bred, og erobrede adskillige af Nordstaternes damskibe og en kanonbåd, som han senere måtte efterlade. Den 4. november placerede Forrest sit artilleri på den anden side af floden ud for Unionens forsyningsbase og begyndte at gå i land ved Johnsonville. Om eftermiddagen opdagede spejdere for unionen at de konfødererede var ved at afslutte deres skyttegrave og kanonstillinger. Unionens kanonbåde og batterier på den anden side floden indledte en artilleriduel med de konfødererede. Rebellernes kanoner var imidlertid så godt placeret, at unionens artilleri ikke kunne nå dem, og det konfødererede artilleri satte snart Unionens kanonbåde ud af spillet.
Af frygt for at rebellerne måske ville krydset floden og erobre transportskbiene satte unionstropperne ild til dem. En kraftig blæst fik ilden til at nå lagre på floddiget og en nærliggende lagerbygning, som var fyldt med forsyninger. Da de så ilden begyndte de konfødererede at beskyde dampbåde, pramme og lagerbygninger for at forhindre unionssoldaterne i at slukke ilden. Forrests natlige tilbagetrækning blev illumineret af et inferno af ild, og han undslap uden større tab. Ædelæggelserne beløb sig til $ 2,2 mio. Næste morgen beskød konfødereret artilleri depotet inden de drog bort. Selv om den strålende sejr styrkede Forrests rygte og ødelagde store mængder krigsforsyninger, kunne den ikke stoppe Unionens succes i Georgia.

## Eksterne Kilder
- U.S. National Park Service CWSAC Battle Summaries Arkiveret 19. marts 2015 hos  Wayback Machine